# Lekanesphaera hoestlandti
Lekanesphaera hoestlandti is een pissebed uit de familie Sphaeromatidae. De wetenschappelijke naam van de soort is voor het eerst geldig gepubliceerd in 1965 door Daguerre de Hureaux, Elkaim & Lejuez.